# SilverDome Zoetermeer
SilverDome is een sport- en recreatiecentrum in Zoetermeer, dat is gelegen aan de Van der Hagenstraat 20 in Zoetermeer. De SilverDome is een multifunctionele kunstijsbaan en evenementenlocatie.
Er zijn 2 ijsbanen aanwezig:
- de IJshockeybaan, een baan van 30x60 m, die wordt gebruikt voor kunstschaatsen, ijshockey en shorttrack, schoonrijden, publieksschaatsen en ijsdansen. Trainingen en wedstrijden;
- de enige officiële baan in Nederland voor curling.

Op de wedstrijdbaan worden schaatslessen gegeven, onder meer door de Schaatsschool Zoetermeer en de IJsvereniging Zoetermeer (YVZ). Recreatief schaatsen is mogelijk op ijshockeybaan in de periode oktober tot en met maart. Publiek schaatsen kan op woensdagmiddag tussen 13.15 en 15.15 uur
Op de ijshockeybaan trainen en spelen de Zoetermeer Panters.
Van 16 t/m 18 januari 2004 werd het Europees Kampioenschap Shorttrack verreden in de SilverDome.
In 2004 werd de International Darts League in de SilverDome gehouden vanwege een brand in de Uithof in Den Haag.
In de maanden april tot en met medio september worden er diverse evenementen georganiseerd in de SilverDome met een capaciteit van ruim 8.000 bezoekers. Van concerten, dance, bedrijven beurzen tot trouwen.

## Grote wedstrijden
- 1998 - NK shorttrack
- 2004 - EK shorttrack
- 2005 - NK shorttrack
- 2009 - NK shorttrack
- 2014 - EK curling